# Première Ligue 2024/25
Die Saison 2024/25 der Première Ligue war die 51. Ausspielung der französischen Frauenfußballmeisterschaft seit der offiziellen Anerkennung des Frauenfußballs im Jahr 1970 durch die FFF, den Fußballverband Frankreichs, und der ersten Austragung in der Saison 1974/75. Die zu dieser Saison von Division 1 Féminine zu Première Ligue umbenannte, dem neu geschaffenen Ligaverband Ligue Féminine de Football Professionnel (LFFP) unterstehende Spielklasse wird im reinen Ligamodus in einer aus einer einzigen Gruppe bestehenden, zwölf Teams umfassenden, landesweiten höchsten Liga ausgetragen; in diesem Modus war es die 33. Meisterschaft. Titelverteidigerinnen waren die Frauen von Olympique Lyon, die sich auch in dieser Spielzeit durchsetzten.
Namenssponsor der Liga ist seit 2019 das Chemieunternehmen Arkema.
Der erste Spieltag fand am Wochenende 20. bis 22. September 2024 statt, der 22. und letzte Spieltag am 7. Mai 2025 (ein Mittwoch). Daran schlossen sich die Playoffs zwischen den vier bestplatzierten Teams an, in denen die endgültige Konstellation an der Tabellenspitze festgelegt wird. Die Hinrunde endete am 15. Dezember, dem eine dreieinhalbwöchige Winterpause folgte.
Hauptspieltag blieb der Sonnabend, allerdings sind die Anstoßzeiten bis auf den Sonntag nach hinten – auf 17 beziehungsweise 21 Uhr – verschoben worden, wie die Frauen es schon seit Jahren fordern. Von den jeweils sechs Begegnungen der regulären Saison übertrug der Bezahlfernsehsender Canal+, der zudem die TV-Rechte an den Playoffs ersteigert hat, zwei live, die restlichen waren kostenlos als Live-Streaming auf der Verbandsseite ffftv.fff.fr zu sehen.

## Qualifikation und Austragungsmodus
Für die Teilnahmeberechtigung wird ausschließlich das Abschneiden der Frauschaften in der Vorsaison berücksichtigt; qualifiziert sind die zehn dabei bestplatzierten Teams sowie zwei Aufsteiger aus der zweiten Liga (Seconde Ligue). 
Somit starten folgende zwölf Teilnehmer in diese neue Saison:
- aus dem Norden: FC Fleury, Le Havre AC, Paris FC, Paris Saint-Germain FC, Stade Reims, Aufsteiger RC Strasbourg
- aus dem Westen: EA Guingamp, Aufsteiger FC Nantes
- aus dem Südosten: FCO Dijon, Titelverteidiger Olympique Lyon, Montpellier HSC, AS Saint-Étienne

Die Meisterschaft wird zunächst in einer doppelten Punkterunde ausgespielt, in der jeder Teilnehmer in Heim- und Auswärtsspiel gegen jeden anderen antritt (Saison régulière). Es gilt die übliche „Drei-Punkte-Regel“ mit drei Punkten für einen Sieg, einem für ein Unentschieden und keinem für eine Niederlage; bei Punktgleichheit gibt zunächst der direkte Vergleich und bei Erforderlichkeit anschließend die bessere Gesamt-Tordifferenz, falls auch dann noch Gleichheit besteht, gegebenenfalls die höhere Zahl erzielter Treffer den Ausschlag. Am Ende der Saison müssen die zwei Tabellenletzten absteigen, die für die kommende Spielzeit durch zwei Aufsteiger – die beiden Erstplatzierten der zweiten Division – ersetzt werden.
Die Frauschaften auf den vier Spitzenplätzen hingegen haben am Saisonende noch Playoffs auszutragen, in denen in jeweils nur einem Aufeinandertreffen die Gewinner der Halbfinals (Erster gegen Vierter beziehungsweise Zweiter gegen Dritter am 11. Mai) den Meister sowie die Verlierer den dritten französischen Qualifizierten für den Europapokalwettbewerb der folgenden Spielzeit ermitteln. Diese Endspiele sind für den 17./18. Mai 2025 terminiert. Eine solche Endrunde hatte der Verband zur Spielzeit 2023/24 erneut eingeführt.

## Personalia
Hinsichtlich der Vereinswechsel sprach footoféminin.fr zum Ligastart von einem „bewegten Sommer“. Meister Lyon verlassen haben die französischen Nationalspielerinnen Delphine Cascarino, Perle Morroni (beide in die USA), Melvine Malard (zu Manchester United) und Griedge Mbock Bathy (zu Paris Saint-Germain). Dafür kamen von PSG die Ligatorschützenkönigin Tabitha Chawinga, aus dem Ausland Sofie Svava und Sofia Huerta sowie die ausgeliehene Inès Benyahia an die Rhône. PSG hat mit Chawinga, Sandy Baltimore und Amalie Vangsgaard nahezu seine gesamte Angriffsreihe, dazu mit Ramona Bachmann und Constance Picaud weitere Stammspielerinnen verloren, hoffte aber, sich mit Mbock Bathy, Torfrau Mary Earps, Jennifer Echegini und Romée Leuchter insgesamt stabilisieren zu können. Bei dem zweiten Hauptstadtklub hingegen gab es nur wenige Veränderungen im Kader: Julie Soyer beendete ihre Karriere, während die bald 39-jährige Gaëtane Thiney doch noch ein Jahr weitermacht. Maëlle Garbino kehrte aus Italien nach Frankreich zurück, während Louna Ribadeira zwar zum FC Chelsea wechselte, nur um von dort postwendend für die Hinrunde an den PFC zurückverliehen zu werden. Dagegen haben die letztjährigen Überraschungs-Vierten aus Reims auch vor dieser Saison wieder einen erheblichen Aderlass zu verkraften, der alle Mannschaftsteile betraf und von Torfrau Kinga Szemik über Rofiat Imuran, Oluwatosin Demehin und Lou-Ann Joly hin zu den beiden Angreiferinnen Noémie Mouchon und Shana Chossenotte reichte, ohne dass namhafte Neuverpflichtungen gelangen. Lediglich die Torhüterin Élisa Launay und Maïté Boucly (beide kamen von Absteiger Lille) verfügen über Erstligaerfahrung. 
Wesentliche personelle Veränderungen verzeichneten auch die anderen Vereine:
| Verein        | Zugänge                                              | Abgänge                                                        |
| ------------- | ---------------------------------------------------- | -------------------------------------------------------------- |
| Fleury        | Constance Picaud, Faustine Robert, Aïssatou Tounkara | Chantelle Swaby, Dominika Grabowska, Rosemonde Kouassi         |
| Montpellier   | Justine Lerond, Ifeoma Onumonu, Ella Palis           | Faustine Robert, Maëlle Lakrar, Maelys Mpomé, Nérilia Mondésir |
| Saint-Étienne | Nadjma Ali Nadjim                                    | Laury Jesus (Karriereende)                                     |
| Dijon         | Viktoria Pinther, Kate Taylor, Katriina Talaslahti   | Cecilie Sandvej                                                |
| Le Havre      | ---                                                  | Inès Benyahia, Katriina Talaslahti, Roselord Borgella          |
| Guingamp      | ---                                                  | Marie-Charlotte Léger, Manon Revelli                           |
| Strasbourg    | Emily Evels, Fatoumata Baldé                         | ---                                                            |
| Nantes        | Roseline Éloissaint, Louise Fleury, Kelly Gago       | Dona Scannapieco                                               |

In der Transferperiode während des Januar 2025 sind die Abgänge von Charlotte Bilbault (von Montpellier nach Montréal), Kelly Gago (von Nantes zum FC Everton) und Julie Dufour (vom PFC zu Angel City FC), die Zugänge von Anaïg Butel und Hillary Diaz bei Fleury sowie derjenige von Ève Périsset bei Strasbourg erwähnenswert. Wenige Stunden vor Schließung des Wechselfensters verstärkte PSG sich noch mit der routinierten Crystal Dunn-Soubrier von NJ/NY Gotham FC.
Die Zahl von Französinnen, die in den stärksten ausländischen Ligen spielen, hat sich weiter erhöht: Zwölf in der italienischen, je neun in der englischen und spanischen, fünf in der nordamerikanischen und drei in der deutschen ersten Liga.
Bei den Trainern vertraut statt zuvor vier Klubs in dieser Spielzeit lediglich noch ein Erstdivisionär (Paris FC mit Sandrine Soubeyrand) einer Frau die Chefposition an. Bei Lyon (Joe Montemurro für die zu Chelsea gewechselte Sonia Bompastor) und Reims (Mathieu Rufié für Amandine Miquel, die ebenfalls bei einem englischen Klub unterschrieb) haben wieder Männer das Sagen, der Lille OSC ist unter Rachel Saïdi abgestiegen. Auch Paris SG hat mit Fabrice Abriel (für Jocelyn Prêcheur) einen neuen Trainer, der zuvor die Frauen aus Fleury betreute. Allerdings endete Abriels Tätigkeit unmittelbar nach dem verlorenen Pokalendspiel gegen den Lokalrivalen PFC und somit noch vor dem letzten Liga-Spieltag; dafür und für die Playoffs ersetzte ihn Paulo César Arruda Parente.

## Ergebnisse, Tabelle und Saisonverlauf

### Punkterunde
Endstand (7. Mai 2025)
|                     | FCO Dij | FC Fle | EA Gui | AC LeH | Oly. Lyo | HSC Mon | FC Nan | FC Par | SG Par | Sta. Rei | AS StÉ | RC Str |
| FCO Dijon           |         | 2:2    | 4:0    | 4:2    | 0:3      | 4:2     | 3:0    | 6:0    | 0:1    | 2:1      | 1:0    | 1:0    |
| FC Fleury           | 0:0     |        | 4:1    | 2:0    | 2:6      | 1:2     | 4:0    | 1:4    | 0:0    | 4:1      | 6:0    | 1:1    |
| EA Guingamp         | 0:3     | 0:6    |        | 0:1    | 0:8      | 3:1     | 0:1    | 0:6    | 2:6    | 1:4      | 3:2    | 3:2    |
| Le Havre AC         | 0:2     | 0:0    | 2:1    |        | 0:3      | 0:1     | 0:1    | 0:2    | 2:2    | 0:3      | 5:1    | 1:1    |
| Olympique Lyon      | 2:0     | 4:0    | 7:0    | 2:0    |          | 4:0     | 5:1    | 2:2    | 1:0    | 8:1      | 11:0   | 6:0    |
| Montpellier HSC     | 0:0     | 0:1    | 7:0    | 1:3    | 1:4      |         | 1:0    | 2:0    | 1:3    | 1:0      | 1:0    | 0:0    |
| FC Nantes           | 0:2     | 0:0    | 2:1    | 2:2    | 0:2      | 2:2     |        | 0:0    | 0:1    | 1:1      | 0:1    | 0:0    |
| Paris FC            | 4:0     | 4:0    | 6:0    | 8:0    | 0:0      | 4:2     | 0:0    |        | 1:1    | 3:2      | 4:0    | 3:1    |
| Paris Saint-Germain | 6:1     | 2:1    | 4:0    | 3:0    | 0:2      | 4:1     | 1:0    | 0:0    |        | 6:0      | 6:0    | 4:0    |
| Stade Reims         | 0:2     | 0:1    | 1:0    | 1:1    | 0:3      | 2:4     | 1:3    | 0:3    | 1:2    |          | 1:2    | 0:0    |
| AS Saint-Étienne    | 0:2     | 3:2    | 2:0    | 1:2    | 0:5      | 0:2     | 2:2    | 1:0    | 0:3    | 0:3      |        | 1:1    |
| RC Strasbourg       | 1:1     | 0:2    | 6:0    | 1:1    | 0:4      | 1:2     | 1:2    | 1:4    | 1:2    | 2:1      | 2:0    |        |

| Pl. | Frauschaft              | Sp | G  | U | V  | Tore  | Tor- diff. | Pkte. |
| --- | ----------------------- | -- | -- | - | -- | ----- | ---------- | ----- |
| 1.  | Olympique Lyon (TV)     | 22 | 20 | 2 | 0  | 92:07 |            | 62    |
| 2.  | Paris Saint-Germain     | 22 | 16 | 4 | 2  | 57:14 |            | 52    |
| 3.  | Paris FC                | 22 | 13 | 6 | 3  | 58:19 |            | 45    |
| 4.  | Dijon FCO               | 22 | 13 | 4 | 5  | 40:24 |            | 43    |
| 5.  | FC Fleury               | 22 | 9  | 6 | 7  | 40:30 | +10        | 33    |
| 6.  | Montpellier HSC         | 22 | 10 | 3 | 9  | 34:36 | –2         | 33    |
| 7.  | FC Nantes (A)           | 22 | 5  | 8 | 9  | 17:30 |            | 23    |
| 8.  | Le Havre AC             | 22 | 5  | 6 | 11 | 22:42 |            | 21    |
| 9.  | Racing Strasbourg (A) ▲ | 22 | 3  | 8 | 11 | 22:39 | –17        | 17    |
| 10. | AS Saint-Étienne ▼      | 22 | 5  | 2 | 15 | 16:62 | –46        | 17    |
| 11. | Stade Reims ▼           | 22 | 4  | 3 | 15 | 24:49 |            | 15    |
| 12. | EA Guingamp             | 22 | 3  | 0 | 19 | 15:85 |            | 9     |

Die jeweilige Farbmarkierung bedeutet, dass der diesen Rang nach Abschluss der doppelten Punkterunde einnehmende Verein …
TV: Titelverteidiger / A: Aufsteiger

 ▲/ ▼: Tabellarische Verbesserung bzw. Verschlechterung gegenüber dem vorherigen Spieltag
Am Ende der Hinrunde lag das ungeschlagene Lyon dank seines Sieges gegen den ärgsten Verfolger PSG vor diesem und dem zweiten Hauptstadtklub; Letzterer hatte beiden Topteams immerhin ein Remis abgetrotzt. Das Verfolgerfeld führten überraschenderweise Dijons Frauen an, die sich zwölf Monate zuvor noch in akuter Abstiegsgefahr befunden, sich jetzt aber vor Fleury, Montpellier, Saint-Étienne sowie Liganeuling Nantes auf dem zur Teilnahme an der Meisterschaftsrunde berechtigenden vierten Platz eingerichtet hatten. Am Tabellenende fanden sich mit bereits sieben Punkten Rückstand der Vorjahres-Vierte aus Reims, Strasbourg und Le Havre, noch dahinter die Bretoninnen aus Guingamp, die aufgrund ihrer zehn Niederlagen sogar in dieser Gruppe schon abgeschlagen erschienen.
Auffällig war die extreme Heimschwäche zweier Mannschaften: Nantes hat in fünf Partien zwar zwei Unentschieden zu verzeichnen, dabei aber noch keinen einzigen Treffer erzielt; auswärts hingegen standen bereits vier Siege zu Buche – auch wenn dies „nur“ gegen die Schlusslichter gelang. Und Reims enttäuschte sein eigenes Publikum ebenfalls, vor dem es erst im sechsten Heimspiel nicht leer ausging, sondern seinem Konto wenigstens einen Punkt gutschreiben konnte. Die Rot-Weißen hatten die Saison zudem mit einem kompletten Fehlstart (sechs Niederlagen in Serie) begonnen.
Die Rückrunde ergab in der oberen Tabellenhälfte kein anderes Bild, sieht man davon ab, dass beide Pariser Teams weiter hinter Lyon zurückfielen, während Dijon seinen Vorsprung auf Fleury und Montpellier sogar noch ausbauen konnte. In der zweiten Hälfte des Klassements gelang es Le Havre frühzeitig, sich am eigenen Schopf aus der Abstiegszone hochzuarbeiten, indem deren Frauen doppelt so viele Punkte wie in der Hinrunde verbuchten. Auch Liganeuling Nantes hatte sich bereits am 18. Spieltag den Klassenerhalt gesichert. Dafür stürzte Saint-Étienne mit lediglich noch zwei Unentschieden bei neun Niederlagen regelrecht ab und entging dem Abstieg nur um Haaresbreite. Während Guingamp rechnerisch schon drei Runden vor Saisonende als erster Absteiger feststand, kam es am letzten Spieltag zu einem echten Endspiel um die Frage, wer die EAG auf dem Gang in die zweite Liga würde begleiten müssen. Darin empfing Strasbourg vor 7.500 Zuschauern in der Meinau Reims, denen ein Remis zum Klassenerhalt genügt hätte. Aber in der sechsten Minute der Nachspielzeit gelang den Elsässerinnen der Treffer zum 2:1, womit sie vom 11. noch auf den 9. Rang kletterten.
Zur folgenden Saison steigt aus der Seconde Ligue mit Racing Lens ein Liganeuling auf; zudem kehrt nach fünf Jahren Olympique Marseille zurück.

### Meisterschafts-Playoffs
Heimrecht besitzt in diesen Spielen jeweils das in der Punkterunde besser platzierte Team.
Halbfinale
11. Mai 2025: Olympique Lyon – Dijon FCO 4:1 (4.130 Zuschauer, Tore: Le Sommer, Horan Heaps, Gilles, Hegerberg; Pinther)

11. Mai 2025: Paris Saint-Germain FC – Paris FC 3:0 (5.567 Zuschauer, Tore: Leuchter, Karchaoui, Albert)
Finale
17. Mai 2025: Olympique Lyon – Paris Saint-Germain FC 3:0 (10.500 Zuschauer, Tore: Dumornay, Diani, Renard)
Somit änderten die Playoffs, wie bereits im Vorjahr, nichts an der Tabellenkonstellation, wie sie sich nach Abschluss der Punkterunde dargestellt hatte.

## Die Spielerinnen des Meisters
Trainer Joe Montemurro verhalf folgenden 35 Fußballerinnen aus seinem Saisonkader zum Einsatz (in Klammern die Zahl der Punktspieleinsätze plus denjenigen in den Playoffs):
- Tor: Christiane Endler (18+2), Laura Benkarth (4), Féérine Belhadj (1)
- Abwehr: Sofie Svava (18+2), Vanessa Gilles (17+2), Ellie Carpenter (16+2), Wendie Renard (15+2), Sofia Huerta (14), Alice Sombath (13), Selma Bacha (10+2), Tarciane (7), Elma Junttila Nelhage (4), Kysha Sylla (2), Aalyah Samadi (1)
- Mittelfeld: Dzsenifer Marozsán (21+2), Sara Däbritz (18+2), Daniëlle van de Donk (17+2), Melchie Dumornay (17+2), Damaris Egurrola (16+2), Lindsey Horan Heaps (15+2), Amel Majri (15), Inès Benyahia (3), Maeline Mendy (2), Lorna Chicha Douvier (1), Charline Coutel (1), Ambre Ouazar (1)
- Angriff: Tabitha Chawinga (17+2), Kadidiatou Diani (17+2), Eugénie Le Sommer (17+2), Vicki Becho (14), Ada Hegerberg (13+2), Sofia Bekhaled (1), Liana Joseph (1), Romane Rafalski (1), Leila Wandeler (1)

Lyons 92 Treffer in der „regulären Saison“ erzielten Dumornay* (15), Horan Heaps* (11), Diani* (10), Le Sommer* (8), Majri, Chawinga (je 7), Gilles*, Däbritz (je 6), van de Donk (5), Renard*, Hegerberg* (je 4), Carpenter, Becho (je 2), Huerta, Egurrola, Mendy, Wandeler (je 1); dazu kam ein Eigentor einer gegnerischen Spielerin. Die mit einem * markierten Spielerinnen hatten zudem je eines der sieben Tore von Olympique in den Playoffs geschossen.

## Zuschauerresonanz
Ein Problem, das die LFFP verstärkt angehen möchte, sind die weiterhin geringen Zuschauerzahlen. Die Verlegung der Anstoßzeiten soll ein erster Schritt zur Verbesserung der Situation sein. An die Vereine geht der Appell, die Frauen häufiger als bisher in dem Stadion, in dem auch die erste Männermannschaft antritt und wo eine fünfstellige Besucherzahl Platz finden könnte, auflaufen zu lassen. Regelmäßig tun dies bisher nur der Paris FC (Stade Charléty), Fleury (Stade Robert-Bobin), Dijon (Stade Gaston Gérard) und Le Havre (Stade Océane). Die anderen Vereine hingegen absolvieren ihre Punktspiele in aller Regel – außer bei besonders attraktiven Gegnern – auf Nebenplätzen oder in ihrem jeweiligen Leistungszentrum. So hat beispielsweise im September 2024 Paris Saint-Germain sogar sein Champions-League-Qualifikationsspiel gegen Juventus Turin auf seinem Trainings-Campus in Poissy ausgetragen.
Lyon hat am dritten Spieltag erstmals einen anderen Weg gewählt und sein Heimspiel gegen Montpellier ins 70 km entfernte Bourg-en-Bresse (Stade Marcel-Verchère) verlegt, was von rund 3.000 Besuchern angenommen wurde. Strasbourg unternahm gegen den PFC einen vergleichbaren Schritt; sein Spiel in Colmar verfolgten dort aber auch nur gut 700 Zuschauer.
Aufsteiger FC Nantes empfing am vierten Spieltag Paris Saint-Germain, zog dafür vom Stade Marcel Saupin ins Beaujoire und verbuchte mit 16.847 Zahlenden die fünfthöchste Zuschauerzahl in der Ligageschichte. Über 15.000 Besucher verfolgten Lyons Sieg gegen PSG; zum Rückspiel bevölkerten sogar an die 20.500 Menschen den Parc des Princes. Weitere 21 Begegnungen der Hinrunde liefen vor einer vierstelligen Zuschauerzahl ab. Den besten Schnitt verzeichneten Lyon, Nantes (über 4000), der PFC (3200), Dijon und Saint-Étienne (1200), den geringsten Zuspruch fanden die Heimspiele von Reims, Fleury (460), PSG (550) – auswärts mit deutlichem Vorsprung vor Lyon (7400 zu 2400) der attraktivste Gast – und Montpellier (590). Der Mittelwert aller 66 Partien lag bis zur Winterpause bei 1600.
Für die Spieltage 18 bis 21 liegen bisher nicht alle Zuschauerangaben vor.

## Erfolgreichste Torschützinnen
Die meisten Treffer erzielten (Stand nach dem 22. Spieltag):
| Pl. | Name                    | Team        | Tore |
| --- | ----------------------- | ----------- | ---- |
| 1.  | Clara Matéo             | Paris FC    | 18   |
| 2.  | Melchie Dumornay        | Lyon        | 15   |
| 3.  | Marie-Antoinette Katoto | Paris SG    | 12   |
| 4.  | Kessya Bussy            | Paris FC    | 11   |
|     | Lindsey Horan Heaps     | Lyon        | 11   |
| 6.  | Kadidiatou Diani        | Lyon        | 10   |
|     | Klaudia Jedlińska       | Dijon       | 10   |
| 8.  | Batcheba Louis          | Fleury      | 9    |
|     | Aïssata Traoré          | Fleury      | 9    |
| 10. | Eugénie Le Sommer       | Lyon        | 8    |
|     | Romée Leuchter          | Paris SG    | 8    |
| 12. | Tabitha Chawinga        | Lyon        | 7    |
|     | Jennifer Echegini       | Paris SG    | 7    |
|     | Maëlle Garbino          | Paris FC    | 7    |
|     | Amel Majri              | Lyon        | 7    |
|     | Ifeoma Onumonu          | Montpellier | 7    |
|     | Viktoria Pinther        | Dijon       | 7    |

Torvorlagen
Die meisten Torvorlagen stammten von Lindsey Horan (Lyon) und Clara Matéo (PFC) mit acht, gefolgt von Kadidiatou Diani, Melchie Dumornay (beide Lyon), Gaëtane Thiney, Kessya Bussy, Daphne Corboz (alle PFC) und Nadia Krezyman (Dijon) mit sechs Assists. Auf je fünf entscheidenden Vorlagen haben es Faustine Robert (Fleury), Julie Dufour, Mathilde Bourdieu (beide PFC) sowie Sofie Svava und Dzsenifer Marozsán (beide Lyon) gebracht.
Anders als in anderen Ländern erhalten die „Verursacherinnen“ von ruhenden Bällen (das sind beispielsweise gefoulte Spielerinnen oder solche, die ein gegnerisches Handspiel provoziert haben), aus denen direkt ein Treffer resultiert, in Frankreich keinen Assist gutgeschrieben.

## Auszeichnung als Spielerin des Monats
Die von der Spielergewerkschaft UNFP, Ligasponsor Arkema und der FFF vergebene, jeweils durch eine Publikums- und Spielerinnenabstimmung zwischen drei Nominierten entschiedene Wahl gewannen:
| Monat          | Name             | Team     |
| -------------- | ---------------- | -------- |
| September 2024 | Lindsey Horan    | Lyon     |
| Oktober 2024   | Manon Uffren     | Nantes   |
| November 2024  | Clara Matéo      | Paris FC |
| Dezember 2024  | Clara Matéo      | Paris FC |
| Januar 2025    | Kessya Bussy     | Paris FC |
| Februar 2025   | Sakina Karchaoui | Paris SG |
| März 2025      | Melchie Dumornay | Lyon     |